# Aeroportul Regional Bowling Green-Warren County
Aeroportul Regional Bowling Green-Warren County (IATA: BWG, ICAO: KBWG, FAA LID: BWG) este un aeroport din Kentucky, Statele Unite ale Americii. Aeroportul a fost tranzitat în 2019 de 2.256 de pasageri.
Situat la o altitudine de 167 m, aeroportul dispune de 2 piste.

## Infrastructură

### Piste
Aeroportul dispune de 2 piste. Pista 3/21 are suprafața de asfalt și dimensiunile 6.501 picioare × 150 picioare. Pista 12/30 are suprafața de asfalt și dimensiunile 3.955 picioare × 150 picioare. 